# Tango Tangles
Tango Tangles (br: Carlitos dançarino / pt: Charlot bailarino) é um filme mudo de curta-metragem estadunidense de 1914, do gênero comédia, escrito, produzido e dirigido por Mack Sennett para os Estúdios Keystone, e com Charles Chaplin no elenco. Aqui ele aparece sem bigode e interpretando o personagem bêbado que criara antes do vagabundo, causando uma rivalidade amorosa, que desemboca nas habituais correrias e choques..

## Sinopse
Durante um grande baile, uma bonita jovem que trabalha no guarda-volumes chama a atenção de um convidado que chega completamente bêbado. Isso provoca os ciúmes do lider da orquestra que afasta o bêbado, mas se separa da garota quando um gordo clarinetista também a assedia. O líder da banda tenta encontrar-se novamente com a garota aproveitando-se que o clarinetista está a tocar, mas ao avistá-la tem que se defrontar novamente com o convidado bêbado que voltou a assediar a garota.

## Elenco
- Charles Chaplin .... dançarino bêbado
- Ford Sterling .... líder da banda
- Roscoe Arbuckle .... clarinetista
- Chester Conklin .... convidado
- Minta Durfee .... convidado